# Christian Poulsen
 Denne artikel omhandler fodboldspilleren Christian Poulsen. For skakspilleren med samme navn, se Christian Poulsen (skakspiller).
Christian Bjørnshøj Poulsen (født 28. februar 1980 i Asnæs) er en professionel fodboldtræner og tidligere professionel fodboldspiller fra Danmark. Christian Poulsen har spillet for F.C. København, Schalke 04, Sevilla, Juventus, Liverpool, Evian og Ajax Amsterdam. Desuden har han spillet 92 A-landskampe og scoret 6 mål, inden han i august 2012 meddelte, at han stoppede på landsholdet. Han blev kåret til Årets Fodboldspiller i Danmark i 2005 og 2006.
Christian Poulsen var den kun anden, der opnåede at spille i alle de fem store europæiske ligaer (den franske, engelske, italienske, spanske og tyske) (efter Florin Raducioiu).
Han debuterede på landsholdet i 2001 og var i mange år et fast valg for landstræner Morten Olsen på den defensive midtbane. Han deltog i to VM- og to EM-slutrunder. 4. september 2010 blev han udnævnt til anfører for det danske landshold, som følge af at den tidligere anfører, Jon Dahl Tomasson, valgte at stoppe sin landsholdskarriere efter VM 2010. Mod slutningen af sin karriere fik Poulsen en mere perifer rolle på landsholdet, og ved EM-slutrunden 2012 fik han blot 12 minutter som indskifter i kampen mod Tyskland.
Poulsen afsluttede sin aktive karriere med udløbet af 2016, og fra efteråret 2018 var han i trænerpraktik i sin tidligere klub, Ajax. Fra midt i foråret 2019 til maj 2021 var han assistenttræner i klubben.

## Udvisningen iDanmark-Sverige 2. juni 2007
Ved stillingen 3-3 i det 89. spilleminut af landskampen mod Sverige den 2. juni 2007 blev Christian Poulsen udvist for at have tildelt Marcus Rosenberg et knytnæveslag i maven. Det skete i en nærkamp i det danske straffesparksfelt i en situation, hvor bolden ikke var i nærheden, men hvor en svensk spiller havde mulighed for at slå et indlæg til feltet fra svenskernes venstre spilleside. Marcus Rosenberg indrømmede efter kampen, at han forudgående havde slået Poulsen flere gange (angiveligt dog ikke så hårdt, som Poulsen siden slog Rosenberg), fordi denne havde holdt ham i trøjen. Da Poulsens forseelse fandt sted i straffesparksfeltet, dømte dommeren samtidig straffespark til det svenske hold. Danmark havde forudgående indhentet en svensk 3-0-føring (3-1 ved pausen) og havde lagt et stort pres på svenskerne og haft gode muligheder for at afgøre kampen til egen fordel. Men med det svenske straffespark så det pludselig ud til, at Sverige alligevel kunne sikre sig sejren. En dansk (men svensk bosat) tilskuer blev så ophidset over den tyske dommers kendelse, at han løb ind på banen, hvor han fortsatte direkte mod dommeren og nåede at tildele ham et slag i ansigtet, inden Michael Gravgaard og siden et par andre danske spillere kom dommeren til undsætning. Som konsekvens heraf afblæste dommeren kampen, og DBU meddelte via lystavlen tilskuerne, at Sverige var blevet tilkendt sejren med 3-0. Det var DBU's vurdering, at dette siden ville blive UEFA's disciplinærkommites beslutning. 
Afgørelsen blev som ventet, at Danmark blev taberdømt 0-3 og samtidig skulle spille en kamp uden tilskuere, og de sidste tre hjemmekampe mindst 250 kilometer fra København i fugleflugtslinje. Afgørelsen blev anket, da DBU ikke mente, at de 250 kilometer var rimeligt i forhold til den danske geografi. UEFA gav uden videre Danmark medhold, hvilket betød at DBU kunne afvikle kampene i Århus. 

## Karrierestatistik
Statistik pr. 18. marts 2012
| Klub                       | Land            | Sæson           | Liga  | Liga | Liga | Cup   | Cup | Cup | Super Cup | Super Cup | Super Cup | Europa | Europa | Europa | Total | Total | Total |
| Klub                       | Land            | Sæson           | Kampe | Mål  | G/R  | Kampe | Mål | G/R | Kampe     | Mål       | G/R       | Kampe  | Mål    | G/R    | Kampe | Mål   | G/R   |
| -------------------------- | --------------- | --------------- | ----- | ---- | ---- | ----- | --- | --- | --------- | --------- | --------- | ------ | ------ | ------ | ----- | ----- | ----- |
| Juventus F.C.              | Italien         | 2008-09         | 23    | 1    | 3/0  | 3     | 0   | 0/0 | -         | -         | -         | 3      | 0      | 0/0    | 29    | 1     | 3/0   |
| Juventus F.C.              | Italien         | 2009-10         | 25    | 0    | 5/0  | -     | -   | -   | -         | -         | -         | 6      | 0      | 0/0    | 31    | 0     | 5/0   |
| Juventus total             | Juventus total  | Juventus total  | 48    | 1    | 8/0  | 3     | 0   | 0/0 | –         | –         | –         | 9      | 0      | 0/0    | 60    | 1     | 8/0   |
| Liverpool F.C.             | England         | 2010-11         | 12    | 0    | 1/0  | -     | -   | -   | -         | -         | -         | 9      | 0      | 2/0    | 21    | 0     | 3/0   |
| Liverpool total            | Liverpool total | Liverpool total | 12    | 0    | 1/0  | –     | –   | –   | –         | –         | –         | 9      | 0      | 2/0    | 21    | 0     | 3/0   |
| Evian Thonon Gaillard F.C. | Frankrig        | 2011-12         | 19    | 0    | 8/0  | 3     | 0   | 1/0 | -         | -         | -         | -      | -      | -      | 22    | 0     | 9/0   |
| Evian total                | Evian total     | Evian total     | 19    | 0    | 8/0  | 3     | 0   | 1/0 | –         | –         | –         | –      | –      | –      | 22    | 0     | 9/0   |

| Landshold | klub                       | År    | Kampe | Mål |
| --------- | -------------------------- | ----- | ----- | --- |
| Danmark   | Evian Thonon Gaillard F.C. | 2011  | 2     | 0   |
| Danmark   | Evian Thonon Gaillard F.C. | 2012  | 1     | 0   |
| Total     | Total                      | Total | 90    | 6   |

## Hæder
- Årets hold[11][12]: 2001, 2002, 2005, 2006, 2007, 2008, 2009
- Efterårets profil i Superligaen: 2001
- Årets Fund i dansk idræt: 2001
- Årets U21-talent: 2001
- Årets spiller i FC København: 2002
- Årets spiller (Spillerforeningen): 2005, 2006
- Sommerens bedste indkøb i Primera Division: 2006
- Årets spiller (DBU): 2006

## Titler
- Dansk mester (Superligaen) 2000/01 med FCK
- Uefa Intertoto cup 2003 og 2004 med Schalke 04
- DFB-Ligapokal 2005 med Schalke 04
- UEFA Super Cup 2006 med Sevilla FC
- UEFA Cup 2007 med Sevilla FC
- Copa del Rey 2007 med Sevilla FC
- Supercopa de España 2007 med Sevilla FC
- Hollandsk mester (Eredivisie) 2012/13 med AFC Ajax